# Chlorochaeta consobrina
Chlorochaeta consobrina är en fjärilsart som beskrevs av W. Warren 1896. Chlorochaeta consobrina ingår i släktet Chlorochaeta och familjen mätare. Inga underarter finns listade i Catalogue of Life.